# Английская овчарка

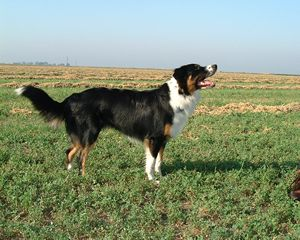

Английская овчарка (англ. english shepherd) — пастушья порода собак, сформировавшаяся в США в XVIII-начале XIX вв. на основе кровей местных собак и завезённых в эту страну из Англии бордер-колли. Также в формировании породы принимали участие шотландские колли старого типа, также завезённые в США. 
По данным на 2021 год порода английская овчарка признана только одной кинологической федерацией - United Kennel Club (UKC). 
Также документы на признание породы поданы в American Kennel Club (AKC). 

## История породы
Английская овчарка относится к группе английских пастушьих собак, к которым также относятся колли и староанглийские овчарки (бобтейлы). 
Формирование породы началось на территории США на основе завезённых в эту страны различных видов колли и пастушьих метисов из Европы. Наибольшее влияние на формирование породы оказали собаки, завезённые шотландскими переселенцами. Так как на территории США фермерам требовались более универсальные собаки, чем те породы, что были привезены из Старого Света, к ним стали активно подмешивать крови различных сторожевых овчарок и крупных метисов. Это позволило сформировать породу, которая могла быть использована не только в качестве пастушьей, но и в качестве сторожевой и, в некоторых случаях, охотничьей собаки.  
Название английская овчарка порода получила значительно позднее, уже в XXI веке. Изначально порода носила название  "американская фермерская собака". Под таким названием она была зарегистрирована кинологическим клубом UKC в 1927 году.   
Начиная с момента официальной регистрации породы была начата работа по стандартизации поголовья собак внутри породы. До этого фермеры, в ходе работы которых и была сформирована порода, были озабочены скорее рабочими качествами собак, нежели их единым фенотипом.  
В 2003 году ранее принятый стандарт породы был частично переписан, а название породы изменено на английскую овчарку.   

## Общая характеристика
Английская овчарка - порода собак среднего размера, имеющая выраженное фенотипическое сходство с бордер-колли. К отличиям английских овчарок относится заметно более коренастое и рыхлое строение тела, а также более квадратный и более плотный и широкий корпус, чем у бордер-колли. При выставочной оценке английских овчарок, в отличие от бордер-колли, обязательным является проведение рабочих испытаний. 
Собакам этой породы свойственен выраженный половой диморфизм - кобели значительно крупнее и рыхлее сук, обладают хорошо выраженным украшающим волосом. 

## Характер и темперамент
Английская овчарка обладает подвижным, активным темпераментом и высокой обучаемостью. Характер этих собак энергичный, любопытный, английским овчаркам свойственно проявлять интерес ко всему новому. Собаки этой породы уверенны в себе, не склонны проявлять трусость, обладают умеренной агрессивностью и недоверчивостью к посторонним людям. Они высоко ориентированы на занятие с человеком, у  них хорошо вырабатываются навыки послушания. Однако эти собаки относятся к так называемым "собакам одного хозяина" - в семье собака этой породы будет полноценно послушной и преданной только одному человеку. Смена хозяина для этих собак даётся с трудом, в некоторых случаях это может не удастся. 
В целом собаки этой породы терпимы к детям, не склонны проявлять к ним агрессию, но и не склонны играть с детьми.  
При содержании с другими домашними животными быстро обучаются не проявляться агрессию к другим питомцам в доме. 
Отличительной особенностью английских овчарок является то, что они могут "пасти" как младших членов семьи, так и домашних животных, что выражается в несильных покусах за ноги и облаивании. 

## Содержание и уход
Собаки этой породы легко приспосабливаются к различным климатическим и погодным условиям. Они подходят для содержания как в квартирах, так и в частных домах, где могут проживать в открытых вольерах.  
Дважды в год английская овчарка активно линяет, в этот период им необходимо тщательное вычёсывание во избежание появления колтунов. В остальное время шерсть собак этой породы не требует специального ухода. По мере загрязнения допускается мытьё собаки со специальными шампунями или просто водой.  
В молодом возрасте собакам этой породы требуется большое количество физических и умственных нагрузок, в противном случае они могут начать проявлять немотивированную агрессию и демонстрировать выраженное деструктивное поведение.  
Английские овчарки имеют выраженный запах псины, который усиливается при намокании, что делает эту породу не подходящей для аллергиков. 
Также не рекомендуется брать эту собаку в семьи с маленькими детьми. 
У собак этой породы не выявлено специфических породных генетических заболеваний. 

С возрастом, как и у многих овчарок, существенно возрастает риск развития дисплазии. По этой причине для возрастных собак необходимо сокращение нагрузок. 

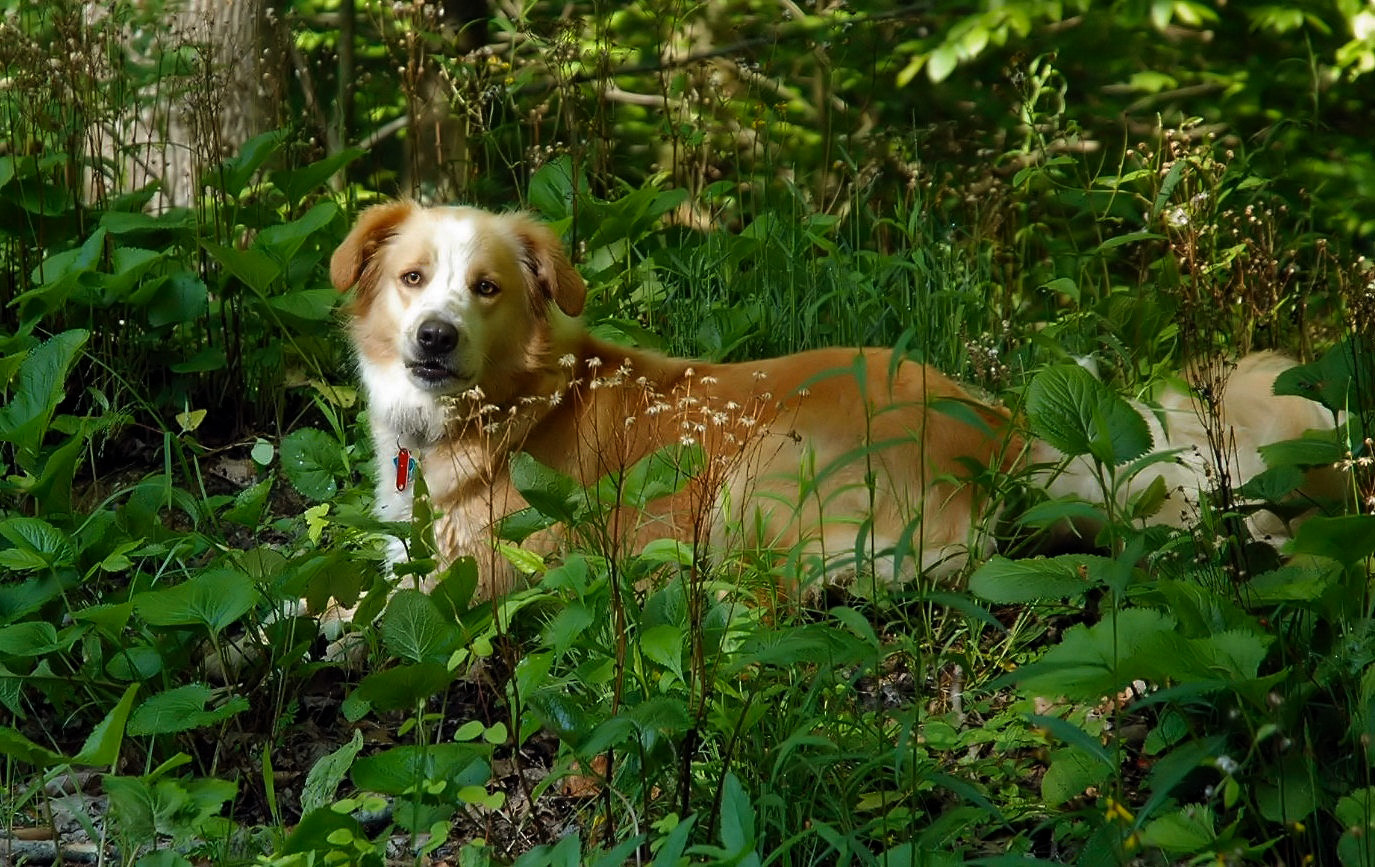